# Граф Корнуольський
Гра́ф Корнуо́льський (англ. Earl of Cornwall) — один з графських титулів англійського дворянства у Середньовіччі. Уперше був наданий Роберту де Мортену, зведеному брату і близькому спільнику короля Вільгельма Завойовника. Відомими володарями цього титулу були принц Джон, який у 1189 році став королем Англії, і його син Річард Корнуольський, один із значних англійських державних діячів середини XIII століття, який 1257 року обраний королем Німеччини. Титул графа Корнуолла припинив існування у 1337 році, будучи замінений на титул герцога Корнуольського, який став належати спадкоємцю престолу Англії (принцу Уельському). Також — граф Корнуельський.

## Історія титулу
У Ранньому Середньовіччі у Корнуоллі тривалий час існувало бритське королівство Думнонія, доки на початку X століття воно не було завойоване англосаксами. Проте навіть після включення Корнуолла до складу Англійського королівства, більша частина місцевого населення залишалася бритами, а кельтська культура і корнська мова панували тут упродовж ще декількох сторіч. У X — XI століттях Корнуоллом керували англосаксонські елдормени, які, імовірно, були тісно пов'язані з місцевою бритською верхівкою.
Після нормандського завоювання Англії володіння англосаксів у Корнуоллі були конфісковані та передані представникам нормандської верхівки. Особливо впливовими у цьому регіоні стали Жоффруа, єпископ Кутанса, і Роберт, граф де Мортен. Останній був братом короля Вільгельма Завойовника, а 1068 року був удостоєний титулу графа Корнуолла. Існує думка, що це було пов'язано з тим, що Роберт за походженням був наполовину бретонцем і, можливо, володів бретонською мовою, зрозумілою для бритського населення Корнуолла. Після смерті Роберта титул графа успадкував його син Вільям Фіц-Роберт, одначе у 1106 році, після бунту Вільяма проти короля Генріха I, його володіння та титули були конфісковані.
Протягом наступних двох сторіч титул графа Корнуолла неодноразово присвоювався тим чи іншим представникам англо-нормандської та англо-бретонської аристократії, а 1189 року графом Корнуолла став майбутній король Англії Іоанн Безземельний. У 1225 році цей титул отримав син Іоанна, Річард, обраний пізніше королем Німеччини. На початку XIV століття титул графа Корнуолла мав перший фаворит Едуарда II Пірс Гавестон, чий вплив викликав масове повстання англійських баронів та обмеження влади короля. Останнім графом Корнуолла був Джон Елтемський, після смерті якого у 1330 році вказаний титул припинив існування. Йому на заміну прийшов титул герцога Корнуолла, подарований 1339 року старшому сину і спадкоємцю короля Едуарда III, який пізніше став невід'ємним титулом старших синів королів Англії та Великої Британії.

## Перелік графів Корнуолл

Герб Іоанна Безземельного у часи графа Корнуолла

Герб Річарда Корнуольського

Герб Пірса Гавестона

Герб Джона Елтемського

### Англосаксонські елдормени Корнуолла (Керніу)
- Кінан (помер бл. 935);
- Рікат (помер бл. 950);
- Кадок (помер бл. 1066).

### Графи Корнуолла, перша креація (1068)
- Роберт, граф де Мортен (1068—1088/1095);
- Вільгельм, граф де Мортен (1088/1095 — 1106, помер 1140 р.), син попереднього, титул конфіскований у 1106 р.

### Графи Корнуолла, друга креація (1140)
- Ален Чорний, граф Річмонд (1140—1141, помер 1146 р.), відмовився від титулу у 1141 р.

### Графи Корнуолла, третя креація(1141)
- Реджинальд де Данстанвіль, 1-й граф Корнуолл (1141—1175), побічний син Генріха I;
- Джон Фіц-Реджинальд, 2-й граф Корнуолл (помер бл 1175), син попереднього.

### Графи Корнуолла, четверта креація (1180)
- Балдуїн, 1-й граф Корнуолл (1180—1188).

### Графи Корнуолла, п'ята креація (1189)
- Іоанн Безземельний (1189—1199, помер у 1216 р.), король Англії з 1199 р.

### Графи Корнуолла, шоста креація (1217)
- Генрі Фіц-Каунт, 1-й граф Корнуолл (1217—1220, помер 1222 р.), незаконний син Реджинальда де Данстанвіля, відмовився від титулу 1220 р.

### Графи Корнуолл, сьома креація (1225)
- Річард, 1-й граф Корнуолл (1225—1272), король Німеччини, син Іоанна Безземельного;
- Едмунд, 2-й граф Корнуолл (1272—1300), син попереднього.

### Графи Корнуолла, восьма креація (1307)
- Пірс Гавестон, 1-й граф Корнуолл (1307—1312), фаворит Едуарда II.

### Графи Корнуолла, дев'ята креація (1330)
- Джон Елтемський, 1-й граф Корнуолл (1312—1336), молодший син короля Едуарда II.